# Arne Fabrikker

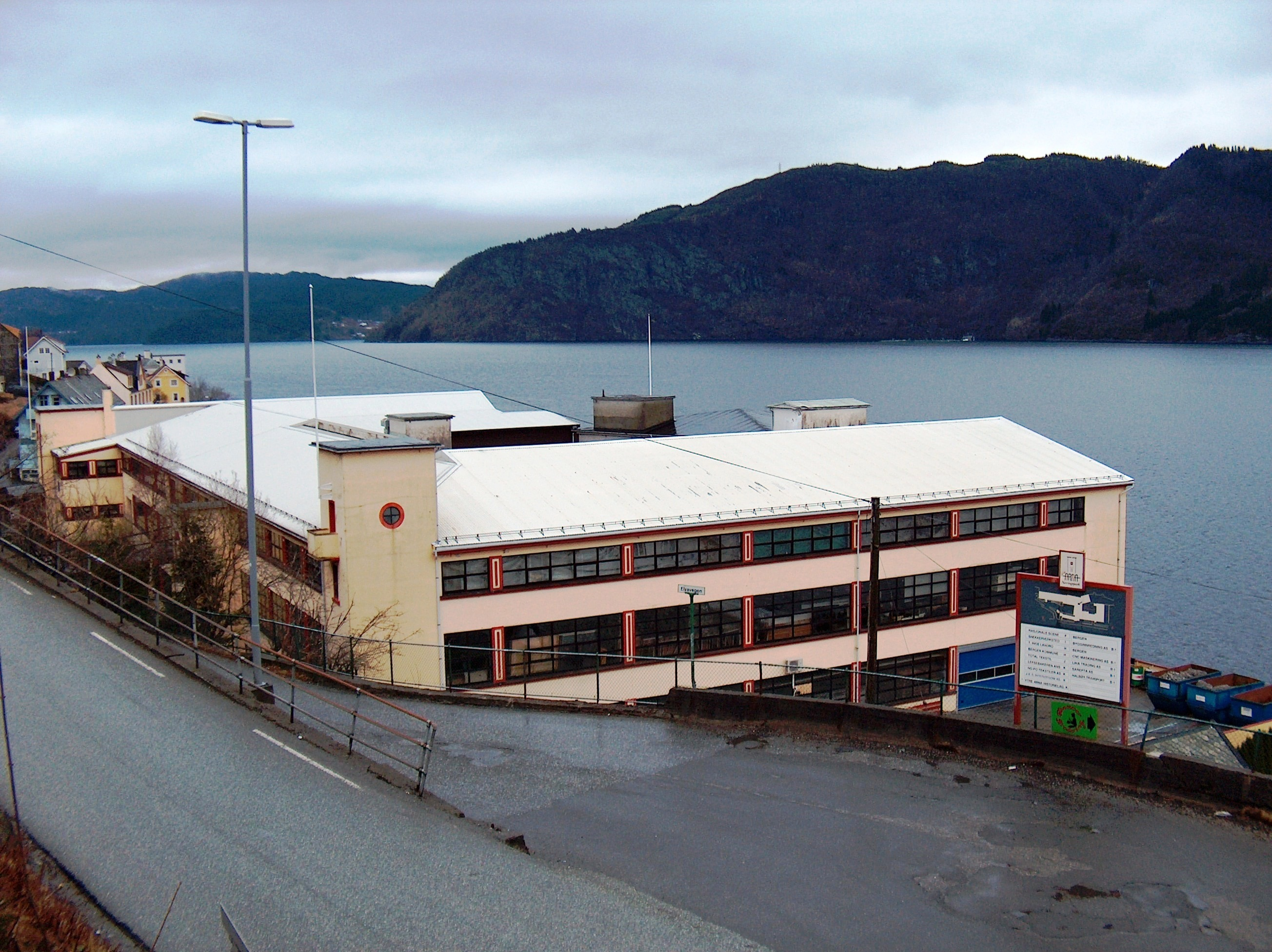
Bomullsvarufabrikens lokaler som efter nedläggningen används som företagspark.

A/S Arne Fabrikker i Ytre Arna vid Bergen, var en norsk textilfabrik grundad 1846 av Peter Jebsen som landets första mekaniska bomullsväveri. Inom kort ingick också spinneri, färgeri och blekeri. Peter Jebsens bror Jürg Jebsen anlade 1852 en ullvarufabrik på samma plats, och verksamheterna blev 1863 sammanslagna som P. Jebsen & Co, från 1878 Arne Fabriker A/S. Fabriken hade ett eget kraftverk i Blindheimselva, där Jebsen köpt fallrätten. Verksamheten växte snabbt, och runt fabriken växte fram en bruksort med bland annat skola och idrottslag. Under mellankrigstiden växte verksamheten ytterligare, och efter andra världskriget och fram till textilkrisen på 1960-talet hade verksamheten som mest runt 1200 anställda. De producerade sängkläder, garn, sovsäckar, vadderade täcken med mera.
1972 fick fabriken samma ägare - det delvis statsägda Norion A/S - som Høie Fabrikker i Kristiansand och produktionen minskades. De två bolagen blev 1986 förenade till Høie-Arne A/S, senare Høie AS. 1998 blev produktionen (dynor, kuddar) i Ytre Arna avvecklad och flyttad till Sverige.